# Anthemiphyllia pacifica
Espèce
Anthemiphyllia pacifica, Vaughan, 1907, est une espèce de coraux appartenant à la famille des Anthemiphylliidae.

## Habitat et répartition
On trouve ce corail à partir de 205 m et jusqu'à 342 m ou de 127 m et jusqu'à 339 m. Il vit dans des eaux dont la température est comprise entre 12,51 °C et 21,74 °C.